# Ľubomír Kolník
Ľubomír Kolník (* 23. ledna 1968 v Nitře, Československo) je bývalý slovenský hokejista, dlouholetý slovenský reprezentant. Jeho bratr Juraj je také slovenským hokejistou.

## Hokejová kariéra

### Klubová kariéra
S hokejem začínal v rodné Nitře, hrával za místní Plastiku, jako junior přestoupil do Dukly Trenčín, kde začal od sezóny 1988/89 hrávat nejvyšší československou soutěž. Brzy se zařadil k hvězdám ligy. Ve své druhé sezóně dal 37 gólů a 62 bodů, v té další dokonce 79 bodů, což jej vyneslo do all-star týmu ligy a nominaci na mistrovství světa. V sezóně 1991/92 dopomohl Trenčínu k premiérovému extraligovému titulu. Mezitím v roce 1990 jej draftovali ze 116. místa New Jersey Devils, ale v NHL nikdy nenastoupil. Tři roky hrával ve Finsku, nejprve v první divizi, poté v nejvyšší finské soutěži za Lukko Rauma a Espoo Blues. Převážnou většinu kariéry ale odehrál ve slovenské hokejové extralize. Ve druhé polovině devadesátých let působil ve Slovanu Bratislava, kde vytvořil velmi produktivní dvojici se Zdenem Cígerem. Oba se výraznou mírou podíleli na zisku dvou slovenských titulů pro Slovan (v letech 1998 a 2000). V roce 2001 přestoupil do Nitry, kde s výjimkou jednoho roku v HKm Zvolen odehrál zbytek kariéry až do sezóny 2008/2009. Působil jako kapitán týmu a dovedl jej k nejlepšímu výsledku nitranského klubu v historii – do semifinále v ročníku 2005/2006. Ve své poslední sezóně byl ale z týmu Nitry vyřazen kvůli údajné nedostatečné výkonnosti. Poté odehrál několik zápasů za Skalicu, ale bez bodového zápisu a v roce 2009 svou profesionální kariéru ukončil. Celkem odehrál 14 slovenských extraligových sezón a v začátku kariéry 4 ročníky federální ligy. Ve slovenské lize vstřelil 347 branek, což jej řadí na druhé místo za Arne Krotákem.

### Reprezentační kariéra
Poprvé se objevil na velkém turnaji ještě v československém dresu na mistrovství světa 1991, kde se však týmu nedařilo a skončil na šestém místě. Ve stejném roce reprezentoval i na Kanadském poháru. Od počátku samostatné slovenské reprezentace patřil k jejím pilířům. Hrál při prvním vystoupení Slovenska na vrcholné akci – olympijských hrách v Lillehammeru 1994 (6. místo), na mistrovství světa skupiny C ve stejném roce (odehrál vzhledem ke klubovým povinnostem až rozhodující utkání proti Bělorusku) i skupiny B o rok později. Zasloužil se o rychlý postup Slovenska do elitní kategorie MS. Tam si zahrál v letech 1996, 1997 a 1999. S 59 góly patří k nejlepším střelcům slovenské reprezentace v její historii.

## Spolupráce se Státní bezpečností
V roce 1987 byl Kolník zaregistrován jako důvěrník Státní bezpečnosti (StB), o rok později se stal agentem. StB například poskytl informaci, že Vladimír Růžička se během Kanadského poháru setkal s emigrantem Petrem Svobodou, anebo že Zdeno Cíger dostal nabídku na přestup do New Jersey Devils.

## Úspěchy a ocenění
- československý ligový titul v roce 1992 (s Duklou Trenčín)
- slovenský extraligový titul v letech 1998 a 2000 (se Slovanem Bratislava)
- člen All-Star týmu československé ligy 1990/91
- nejlepší střelec slovenské extraligy 1994/95
- druhý nejlepší střelec v historii slovenské ligy (347 gólů – za Arne Krotákem)
- druhý nejlepší střelec v historii slovenské reprezentace (59 gólů – po Miroslavu Šatanovi)
- druhý nejlepší Slovák v počtu reprezentačních gólů v dresu Československa a Slovenska dohromady (77 gólů – po Jozefu Golonkovi)

## Klubové statistiky
| Sezona  | Klub                 | Soutěž      | Základní část | Základní část | Základní část | Základní část | Základní část | Základní část | Play off | Play off | Play off | Play off | Play off | Play off |
| Sezona  | Klub                 | Soutěž      | Z             | G             | A             | B             | TM            | + / -         | Z        | G        | A        | B        | TM       | + / -    |
| ------- | -------------------- | ----------- | ------------- | ------------- | ------------- | ------------- | ------------- | ------------- | -------- | -------- | -------- | -------- | -------- | -------- |
| 1988/89 | HC Dukla Trenčín     | ČSHL        | 36            | 10            | 7             | 17            | 18            |               |          |          |          |          |          |          |
| 1989/90 | HC Dukla Trenčín     | ČSHL        | 53            | 37            | 25            | 62            |               |               |          |          |          |          |          |          |
| 1990/91 | HC Dukla Trenčín     | ČSHL        | 58            | 39            | 40            | 79            |               |               |          |          |          |          |          |          |
| 1991/92 | HC Dukla Trenčín     | ČSHL        | 36            | 18            | 14            | 32            |               |               | 12       | 7        | 11       | 18       |          |          |
| 1992/93 | Jokipojat Joensuu    | FIN-1.div.  | 44            | 46            | 38            | 84            | 26            | +53           | 6        | 1        | 3        | 4        | 10       | -2       |
| 1993/94 | Jokipojat Joensuu    | FIN-1.div.  | 22            | 23            | 17            | 40            | 14            | +18           |          |          |          |          |          |          |
|         | Lukko Rauma          | FIN         | 25            | 10            | 10            | 20            | 10            | +6            | 9        | 4        | 0        | 4        | 2        | 0        |
| 1994/95 | HC Dukla Trenčín     | SVK         | 36            | 31            | 23            | 54            | 24            |               | 9        | 10       | 3        | 13       | 12       |          |
| 1995/96 | Espoo Blues          | FIN         | 47            | 13            | 12            | 25            | 43            | -6            |          |          |          |          |          |          |
| 1996/97 | HC Slovan Bratislava | SVK         | 48            | 34            | 29            | 63            | 12            | +41           |          |          |          |          |          |          |
|         |                      | EHL         | 6             | 6             | 1             | 7             | 12            | +7            | 2        | 0        | 2        | 2        | 4        |          |
| 1997/98 | HC Slovan Bratislava | SVK         | 45            | 24            | 26            | 50            | 8             | +49           |          |          |          |          |          |          |
|         |                      | EHL         | 6             | 2             | 4             | 6             | 6             |               | 2        | 3        | 1        | 4        | 2        |          |
| 1998/99 | HC Slovan Bratislava | SVK         | 48            | 27            | 27            | 54            | 10            | +52           |          |          |          |          |          |          |
|         |                      | EHL         | 6             | 5             | 5             | 0             | 5             | 6             | +5       |          |          |          |          |          |
| 1999/00 | HC Slovan Bratislava | SVK         | 63            | 33            | 26            | 59            | 34            | +45           |          |          |          |          |          |          |
| 2000/01 | HC Slovan Bratislava | SVK         | 56            | 28            | 24            | 52            | 24            | +20           | 8        | 1        | 5        | 6        | 0        | +4       |
| 2001/02 | HK Nitra             | SVK         | 52            | 24            | 10            | 34            | 22            | -20           |          |          |          |          |          |          |
| 2002/03 | HKm Zvolen           | SVK         | 54            | 24            | 26            | 50            | 20            |               | 9        | 3        | 1        | 4        | 2        |          |
| 2003/04 | HK Nitra             | SVK         | 54            | 18            | 13            | 31            | 18            | -10           |          |          |          |          |          |          |
| 2004/05 | HK Nitra             | SVK         | 53            | 19            | 18            | 37            | 31            | +14           | 5        | 2        | 1        | 3        | 0        | -4       |
| 2005/06 | HK Nitra             | SVK         | 54            | 28            | 20            | 48            | 42            | +43           | 13       | 5        | 3        | 8        | 16       | +12      |
| 2006/07 | HK Nitra             | SVK         | 54            | 22            | 19            | 41            | 62            | +4            | 6        | 1        | 2        | 3        | 2        | -3       |
| 2007/08 | HK Nitra             | SVK         | 54            | 12            | 13            | 25            | 73            | -19           |          |          |          |          |          |          |
| 2008/09 | HK Nitra             | SVK         | 10            | 1             | 3             | 4             | 6             | +2            |          |          |          |          |          |          |
|         | HK 36 Skalica        | SVK         | 10            | 0             | 0             | 0             |               |               |          |          |          |          |          |          |
|         | HK Nové Zámky        | SVK-1. liga |               |               |               |               |               |               |          |          |          |          |          |          |

## Reprezentace
Statistiky reprezentace na Mistrovstvích světa a Olympijských hrách:
| Turnaj             | Místo konání                          | Z  | G  | A  | B  | Umístění      | Soupisky          |
| ------------------ | ------------------------------------- | -- | -- | -- | -- | ------------- | ----------------- |
| KP 1991            | Severní Amerika                       | 5  | 1  | 0  | 1  | 6. místo v ZČ | Soupiska          |
| MS 1991            | Finsko (Tampere, Turku a Helsinky)    | 10 | 2  | 1  | 3  | 6. místo      | Soupiska MS 1991  |
| ZOH 1994           | Norsko (Lillehammer)                  | 8  | 4  | 1  | 5  | 6. místo      | Soupiska ZOH 1994 |
| MS 1994 (skup.C/1) | Slovensko (Poprad a Spišská Nová Ves) | 1  | 0  | 0  | 0  | Zlatá medaile |                   |
| MS 1995 (skup.B)   | Slovensko (Bratislava)                | 7  | 6  | 5  | 11 | Zlatá medaile |                   |
| MS 1996            | Rakousko (Vídeň)                      | 5  | 0  | 2  | 2  | 10. místo     | Soupiska MS 1996  |
| SP 1996            | Severní Amerika, Evropa               | 3  | 1  | 0  | 1  | 7. místo      | Soupiska          |
| MS 1997            | Finsko (Helsinky, Turku, Tampere)     | 8  | 2  | 2  | 4  | 9. místo      | Soupiska MS 1997  |
| ZOH 1998           | Japonsko (Nagano)                     | 4  | 0  | 0  | 0  | 10. místo     | Soupiska ZOH 1998 |
| MS 1999            | Norsko (Hamar, Lillehammer, Oslo)     | 6  | 3  | 2  | 5  | 7. místo      | Soupiska MS 1999  |
| Celkem na MS (6x)  |                                       | 37 | 13 | 12 | 25 |               |                   |
| Celkem na ZOH (2x) |                                       | 12 | 4  | 1  | 5  |               |                   |